# Нор Кианк
Нор Кианк (на арменски: Նոր կյանք) е село и община в Армения, област Ширак. Според Националната статистическа служба на Армения през 2012 г. има 1953 жители.

## Демография
Броят на населението в годините 1831–2004 е както следва: